# Hans Kinck
 (novembre 2016).
Si vous disposez d'ouvrages ou d'articles de référence ou si vous connaissez des sites web de qualité traitant du thème abordé ici, merci de compléter l'article en donnant les références utiles à sa vérifiabilité et en les liant à la section « Notes et références ».
 (novembre 2016).
Hans Ernst Kinck né le 11 octobre 1865 in Øksfjord dans le Finnmark et décédé le 13 octobre 1926 à Oslo est un écrivain norvégien. L'œuvre de cet analyste de l'âme et de la nature norvégiennes a surtout connu une notoriété dans les pays germaniques notamment en Scandinavie, en Allemagne et en Grande-Bretagne, au moins égale, si ce n'est supérieure, à celle de son aîné contemporain de la bohême littéraire norvégienne naissante, Knut Hamsun sans bénéficier d'une reconnaissance internationale comparable. 
Poète ayant côtoyé enfant les paysans norvégiens "comme autrefois", aimant la vie et l'âme populaire, chantre de la jeunesse, de la santé et de la vitalité nordique, essayiste victime de sa surenchère vitaliste discriminant et inventoriant les races d'hommes, philologue scandinave méticuleux, libéré de son pointillisme par l'ambiance méditerranéenne qu'il appréciait, il a exploré les thèmes marquants de son époque : l'opposition entre monde du passé et monde moderniste, l'homme confronté à la nature, la famille dans son milieu culturel, social et naturel, la faille sociale entre monde urbain et rural, les cultures traditionnelles paysannes et leurs forces cohésives sortant haut la main victorieuses des masses humaines citadines fractionnées en une foule d'individus égoïstes, la détresse de l'individu démuni face à la pression sociale, l'amour vrai et l'être vrai.

## Un écrivain de la bohème littéraire

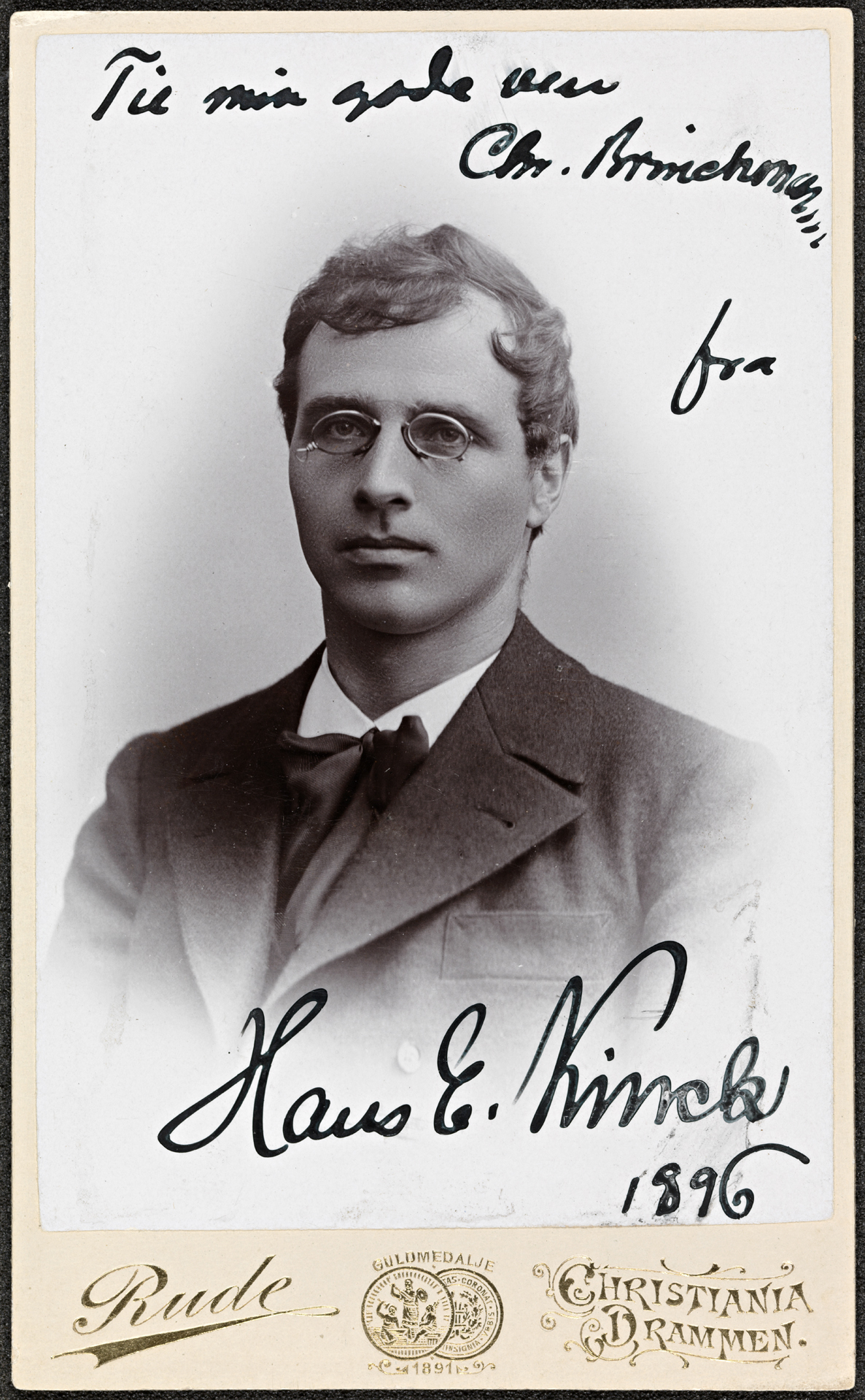
Hans E. Kinck en 1896

Hans Kinck et Knud Pedersen alias Knut Hamsun partagent la même filiation spirituelle. Ce sont de jeunes admirateurs de la franchise de Hans Jæger (1854-1910), philosophe radical engagé contre le mariage bourgeois qui ne laisse qu'un seul écrit célèbre de cette révolte individualiste et libertaire, à savoir un témoignage référence de la vie littéraire et artistique singulière commençant à poindre à Christiana, nom de la capitale de Norvège avant 1925 : "De la bohême à Kristiana" ou Fra Kristiana-Bohemen, paru en 1885. 
Aussi il n'est pas facile de classer cet écrivain élégant, fils d'un officier de santé aux postes itinérants de district en district en Norvège, savant érudit, philologue et bibliothécaire de formation, ami des musiciens et des peintres, en particulier le cercle d'artiste que fréquentent les peintres et dessinateurs, Erik Werenskiold, Harald Brun et Edvard Munch. Il apparaît d'abord au lecteur superficiel en romancier naturaliste soucieux de différencier culture individuelle et culture collective alors qu'il ne cesse de dévoiler par petites touches fines les besoins inconscients de l'âme. Il appartient assurément à la veine psychologique du Nord. 
Son œuvre rassemble romans et nouvelles courtes, mais aussi des drames, des poésies et des essais érudits sur la Norvège médiévale, les grands ancêtres, le passé national et le monde italien. Homme du Nord typique recherchant le soleil et la mer, il réside surtout en Italie entre 1896 et 1899. L'Italie et la Norvège qui sont les deux pôles d'attraction de sa vie ont constitué un fécond champ d'études. 
Cet homme intelligent et tourmenté apprécie l'art et littérature de la péninsule baroque, le prestigieux foyer de culture radicale à la Renaissance, les denses époques médiévales du Quattrocento et du Trecento avec Boccace et Dante Alighieri. Mais c'est surtout les deux comédiographes si dissemblables Machiavel et L'Arétin qui fascinent l'écrivain de théâtre. Kinck perçoit en l'Aretin, condottiere à succès des Lettres, une caricature emphatique et monstrueuse d'un homme qui n'est que pose et réclame. Cette âme vide ou minable lui rappelle les politiciens et autres faux-poètes ou esthètes pédants aux phrases creuses qui ne cessent de se montrer et de se donner en spectacle. Loin du banal portrait du théoricien de l'immoralité politique, Machiavel, en dépit de ses hésitations bouffonnes et ses ardentes révoltes, de ses émotions et détresses psychologiques, incarne d'une façon géniale l'instinct national et la mystique italienne : une âme vibrante à la recherche de l'âme du peuple dans une patrie tourmentée et divisée. Il va de soi que Hans Kinck s'identifie à cet apôtre qui fait émerger la conscience et la décence respectueuse, la force et la grandeur d'un peuple. 
Animé d'une tendresse envers la condition humaine et d'une horreur des masses instrumentalisées par le vulgaire populisme, l'écrivain prit en horreur le fascisme, ce parasitisme de menteur qui rejette sur le faible immolé en innocente victime bouc-émissaire ses coupables méfaits en toute impunité. 
Hans Kinck est conscient jugeant à l'aune de la littérature italienne que la frêle renaissance littéraire dano-norvégienne n'a qu'un siècle d'existence. La disparition du royaume norvégien passé sous le joug danois en 1380, époque qu'il dénomme la fin de l'ère de la grandeur, a été suivie de quatre siècles d'oubli et de silence officiel, une vieille époque de grandeur que le savoir populaire devenu folklore et les langues vernaculaires de l'Ouest préservent encore avec humilité.

## Un romancier à l'écriture impressionniste
En 1892 et 1893, la publication de ses deux premiers romans, remarquables par leur complexité psychologique, lui a apporté une célébrité. Le culte de l'âme populaire saine s'allie à une haine envers le rationalisme culturel. Huldren est l'histoire d'un faible d'esprit dans le cadre grandiose du Vestland. Jeune Peuple Ungt folk semble rédiger par un maître de l'histoire régionaliste des années 1880 : il décrit un paysan enrichi qui prend pouvoir et contrôle sur sa communauté. Sus, la plus jeune jeunesse, paru en 1896 et Vipère, deux années plus tard, sont réédités sous le titre Herman Ek en 1922. Il forme l'histoire d'un Allemand héritier des penseurs des Lumières qui s'établit au Setesdal après 1790. La première partie venue de l'opus Sus décrit la rencontre de deux cultures et peut apparaître au-delà du contexte romanesque comme un livre de confession, au ton très personnel. La seconde partie narre le rêve d'éducation du héros devenu industriel et la réponse à la fois mesquine et égoïste des paysans envers les gestes de libéralité et de générosité. 
Entre les trains explore de façon assez maladroite le thème de la déception et de la désillusion des valeurs humaines du monde technologique, au point de causer la déception des critiques. Saetesdalen est écrit à Paris en 1898. Madame Anny Porse décrit la vie d'une localité norvégienne dans les années 1850, mettant en exergue l'opposition entre la classe des fonctionnaires, impuissante, et le peuple têtu. 
Doctor Gabriel Jahr entre dans la ligne de la description kinckienne du conflit entre le groupe social impitoyable normateur dans la plus grande banalité et quelque(s) être(s) isolé(s) défendant par sensibilité la liberté de l'art et la vraie morale, où la puissance des impositions, la ténacité des désirs et les forces défaillantes peuvent laisser advenir des scènes burlesques ou cocasses. Le roman reflète le regard pessimiste de l'écrivain sur le monde.
Emigrants est un remarquable exposé sur le problème national norvégien, plein de subtilité psychologique. Le pasteur décrit un héros religieux étouffé par le puritanisme et la tyrannie doctrinaire. Des contemporains à la vision acerbe ont salué un bel autoportrait. Il semble pourtant qu'il s'était déjà débarrassé en partie de l'imprégnation des théories racistes apprises lors de son premier séjour en France et de sa méticulosité excessive dans la douce ambiance italienne. Son rejet de l'apport raciste n'est pourtant pas encore total et des échos atténués en subsistent dans ses essais, Vieille terre en 1907, La voix de la race en 1919, ainsi que L'Italie et nous.
L'avalanche, trilogie romanesque parue à la fin de la Grande Guerre est une grande fresque de la société en mutation, étude de psychologie et des faits sociaux norvégiens des années 1870. L'auteur pénètre le monde spirituel paysan, et par effet littéraire laisse apparaître une paysannerie brutale, primitive et archaïque. Elle est confrontée à la classe des bureaucrates qui s'affirme et espère mettre fin à son impuissance.
Le romancier excelle à saisir la rencontre entre deux classes et deux cultures, génératrice d'inévitables conflits bouffons ou tragiques. Il livre ainsi un abrégé de la vie, conforme à la littérature norvégienne, qui valorise à son époque les oppositions binaires encore mieux révélées par la simplicité du plan. Et la structure impressionniste de son écriture engendre des textes touffus alors que sa prose sincère reste classique.

## Un maître de la nouvelle du Nord
Cette exploration de l'âme norvégienne, cette quête incessante et familière de l'harmonie avec les forces naturelles alliée à cette étincelle idéale redéfinissent une attitude physique autant qu'un état d'esprit. La vie paysanne a légué cette psychologie bygd que retrouve les marcheurs silencieux quittant l'environnement urbain. La robustesse physique, l'érotique saine, la joie communicative alternent avec un repli farouche, un silence face aux puissances naturelles, une tendance à la rêverie vague ou mélancolique dénommée en dano-norvégien grublein. Elles ne pouvaient qu'attirer une postérité, et ceci dès son premier roman La Houldre traitant de l'enfant face à la méchanceté, par une grande influence littéraire. Les représentants de cette filiation sont bien plus connus aujourd'hui dans l'espace francophone que leur premier inspirateur oublié : Tarjei Vesaas, Torborg Nedreaas, Cora Sandel, Herbjørg Wassmo.
Les nouvelles de cet écrivain qui sait être régionaliste, ardent défenseur du folklore, en restant paradoxalement grand voyageur, oscillent constamment entre mystère et réalisme. L'irrationnel et l'insconcient qu'il insère dans une prose qui n'est jamais loin de la poésie attestent l'héritage romantique qu'il ne renie pas. Les lettres allemandes ont ainsi porté à la louange néo-romantique les écrits de l'écrivain doué. La presse littéraire norvégienne a pu aussi le qualifier de plus grand représentant du mouvement néo-romantique et nationale, en abrégé le romantique national. La quête d'idéal, sa conception de la famille, de la nature et du milieu culturel et sa ferveur à décrire une vitalité juvénile et une nature saine pourraient pourtant sembler en contradiction avec la finesse de ses analyses de caractères. Mais même le constant et lourd dualisme, tout droit sorti de la tradition paysanne, qu'il ne cesse de dévoiler dans ses écrits, paraît maintenu à distance par un style probe et effacé.
Peut-être est-ce sa production littéraire la plus connue au monde, mais les recueils de nouvelles de grande concision laissent indéniablement éclater le talent d'écriture de Hans Kinck. Sa communion romantique avec la nature, la délicatesse de son intuition psychologique, son humour y fleurissent. Le nouvelliste virtuose excelle dans différents registres : sentiments, vie populaire norvégienne, histoire, satire contemporaine extirpée en réalité de sujets antiques. Il explore les forces obscures de l'âme populaire, déniche les rapports mystiques de l'homme et de la nature, tout en sachant garder une conscience directrice savante et générer des contrastes violents. 
Oiseaux migrateurs est un recueil de nouvelles d'inspiration italienne publié en 1899. Nuits de printemps paru en 1901 révêle au public international un poète de la mystique nationale.

## Un poète de la mystique populaire
Le jeune étudiant Hans appliqué, formé à la littérature de Goethe et de Henrik Wergeland, constate avec effroi la dépréciation systématique de toute création populaire. Les grands courants, essai littéraire de Georg Brandès entérine cette prise de position officielle.
Tout en créant ses premières poésies lyriques en dialecte hardanger, le jeune révolté redéfinit volontairement poésie et création et rejette avec fureur le naturalisme pseudo-scientifique et l'académisme. La poésie, c'est-à-dire la création individuelle, répond du mysticisme et non d'un rationalisme imposé. Elle correspond aux sentiments intimes et n'a que faire des discussions de problèmes collectifs.
L'action et le souci de démonstration concrète mène le poète à la narration de ses deux premiers romans La Houldre et Jeune peuple. Le rejet du naturalisme d'école transparaît dans son premier recueil de nouvelles, hymnes à la fantaisie norvégienne et des rapports de l'homme du Nord à la nature, Les ailes de la chauve-souris. À propos de cet opus paru en 1895, Bjørnstjerne Bjørnson déclame : " les paysans de Kinck sont comme des poèmes qui expriment les secrets de la vallée, de la montagne, de la mer".
Devant un paysage préservé du Vestland ou en contemplant le Hardangerfjörd, Kinck partage une semblable mystique avec le peintre Nicolaï Astrup. L'auteur aime les esprits forts et indépendants au risque de la perte ou de l'égarement : François Villon, Victor Hugo, Verlaine... en poésie, Goya ... en peinture, Jacques Callot pour la gravure. L'inquiétude du cœur et le don des nostalgies sont des ultimes témoignages de la décence humaine qui doit empêcher l'Europe de sombrer dans la tourmente des idéologies, aussi vaines que destructrices, qu'il pressent.
Les recueils de poésie parus en 1903 et 1906 deviennent un objet de polémique nationale. La critique hostile a saisi qu'il a appuyé sa démarche d'auteur prolifique sur ces condensés poètiques. Vilhelm Krag attaque par l'ironie ce poète pauvre, qui génère bien peu d'éclats. Kinck rétorque qu'il ne veut justement pas de clinquant, ni de costume, ni de mascarade. Et il précise : « Un poème doit être comme une poitrine qui respire ».

## Un dramaturge entre tradition et modernité
Son chef-d'œuvre dramatique Le bouvier ou plutôt Le maquignon prend la forme d'un grand poème lyrique, immense monologue où le locuteur, homme du Nord, livre ses idées et ses inquiétudes. Il marque son lien à la terre, aux campagnes et à ses hommes, ainsi qu'au caractère national de Norvège. Cette quête passionnée dont l'épilogue se trouve dans la nouvelle Du haut de Rindal ne prend nullement parti dans la querelle entre tradition et modernité, tout comme l'auteur semble accepter sans position paradoxale l'héritage des Lumières, du romantisme, du classicisme et du folklore norvégien.
Cette posture singulière lui permet d'affirmer plus efficacement une critique de la société. Son engagement critique résolu et la fidélité à la tradition norvégienne expliquent peut-être la réticence à un accueil à l'étranger de sa production littéraire par une culture bourgeoise soucieuse d'afficher son statut d'élite qui se verrait ainsi promouvoir le monde paysan qu'elle regarde dédaigneusement de bien haut. Et c'est sans doute ce qui explique la différence de perception de son œuvre, fruit d'une conscience bien mieux ancrée dans la réalité quotidienne alors qu'elle n'appartient nullement au courant prolétaire et néo-réaliste, avec celle de l'auteur adulé de Sult, La faim. Knut Hamsun y puise dans des états d'âmes, à l'instar de Shakespeare, qu'il s'efforce de capter hors de la réalité la plus simple et la plus vraie. À l'extrême, il n'y a que sa petite vie mentale qui soit une source d'originalité littéraire, confesse-t-il. Autant dire que sa faim n'est pas triviale.
Même si par une vive coloration épique et idéologique, ce dernier auteur s'attache à une vie patriarcale, vitupérant parfois avec une rage iconoclaste contre le capitalisme et contre la société urbaine, il ne fait que s'éloigner vers une existence supérieure où malgré son humour et sa tendresse de grand créateur, il ne voit nullement le piège du nazisme. Hans Kinck, animé par une semblable tendresse et un humour moins caustique, perçoit d'emblée le danger de la dérégulation sociale des grandes villes allemandes et italiennes, et dénonce dans l'indifférence les dérives d'extrême-droite. Il représente en fait le courant savant de la tradition et du folklore authentique. Esprit religieux, il ne peut que porter un immense pardon et appeler à la pitié envers ceux qui ne savent ni ne peuvent préférer l'amour de la vie à la crainte de la mort. Car, sur la mort, rien ne construit.
Mariage à Gênes est tout autant un drame passionnel qu'un poème d'amour. Vers le Carnaval est un poème dramatique sur Machiavel.

## Une vie de voyages et d'écriture
Hans est le fils de Otto Théodor Kinck, modeste officier de santé norvégien itinérant devenu médecin, et de Hanna Gulliante Johannessen, fille de cultivateur. Les origines sociales des parents diffèrent : le père est un bourgeois instruit rejeton d'une bonne famille dano-norvégienne, sa mère fille du monde rural a des origines populaires, mais assimile les autres cultures vernaculaires et échange avec simplicité avec les plus humbles famille paysannes. Avec elle, l'enfant a compris ce monde de l'intérieur, un monde comme autrefois. Ces contrastes ou ces oppositions tant de caractère que de culture, au-delà de l'affection entre conjoints, se retrouvent dans le couple d'opposition entre urbanité et monde paysan caractéristique de la prose de Hans Kinck. Condronté dès son enfance à deux univers au sein de sa propre famille comme dans son pauvre pays, l'écrivain norvégien concédait volontiers : "Nous avons deux civilisations, rien ne sert de le nier". 
Lorsque Hans a sept ans, sa famille migre près de Setesdal, à onze ans, il habite le comté de Hardanger. Puis il gagne en externe le collège de Bergen. Il poursuit ses études à Christiana où il passe le bac ou examen Artium en 1884, puis avoir hésité entre médecine et études littéraires, s'inscrit à l'université royale de Christiana, puis à Halle jusqu'en 1890 où il étudie la philologie et les langues classiques, le grec et le latin, mais aussi l'allemand, le vieux norrois et le dano-norvégien. Il devient philologue à Halle en soutenant cum laude sa thèse de doctorat. Après un an d'enseignement dans un collège de la capitale Christiana, le jeune professeur décide de retourner à l'université de Christiana, pour continuer des études tout en obtenant un poste de bibliothécaire universitaire. 
Ses premiers écrits dateraient de 1888. En 1892, son premier livre Huldren bien diffusé connaît un vif succès, il est aussitôt traduit en plusieurs langues sous sa responsabilité de linguiste émérite. Des possibilités d'échanges universitaires probablement reliées à sa reconnaissance littéraire lui offrent enfin l'occasion de voyager. 
Entre 1893 et 1894, le jeune écrivain célébré pour ses deux premiers romans, jeune marié, réside à Paris. L'admirateur de Victor Hugo fréquente le cercle littéraire proche du peintre Puvis de Chavannes dont la fresque au Panthéon lui apprend comme dans une illumination mystique le droit au lyrisme. La France lui fait découvrir alors à profusion le lyrisme, en particulier dans le chant et la musique populaire comme aussi par la musique du compositeur Charles Gounod qui, au comble de sa gloire, lui rappelle la sensibilité harmonique des clavecinistes. Il lit les essais du poète Obstfelder, farouche défenseur des littératures régionalistes. Il fait mieux connaissance avec des écrivains compatriotes, Knut Hamsun et Jonas Lie. De cette année mondaine virevoltante où les rencontres sélectives le forcent à s'affirmer et à théoriser avec rigueur les règles de l'écriture et la connaissance des hommes, il garde une imprégnation à la fois bénéfique et maléfique. Il cherche dorénavant une prose plus musicale et cherche à pénétrer un univers symbolique, la nature se fondant dans un inévitable surnaturel. Mais corrélaire de ses fréquentations françaises et des influences des exilés norvégiens, le jeune philologue trop confiant en la brillance artistique française s'est plongé par défaut dans un nationalisme mystique et raciste qui imprègne durablement sa pensée nostalgique. 
Le couple Kinck a soif de rencontres libératrices. Ils prennent le grand chemin du Sud, du soleil et du vin, quittant en franchissant les cols alpins pour gagner l'Italie, la France et un milieu artistique dont le jeune auteur en contrepoint de son émerveillement artistique ne perçoit pas encore distinctement la virulence raciste et l'arrogance élitiste. L'écrivain qui désormais se consacre à l'étude comparée des deux peuples norvégiens et italiens et à son métier d'écrivain et d'essayiste reviendra à Paris quelques mois en 1898 pour écrire Saetesdalen. 
Mais entre 1896 et 1899, le couple vit essentiellement à Rome. La famille Kinck séjourne ensuite fréquemment à Florence jusqu'en 1903. L'Italie de la Renaissance lui apporte d'autres expériences de la radicalité qu'il goûte parfois avec la même naïveté. Tempéré par une admiration de l'Italie baroque, l'attrait de cette terre méridionale, modèle d'urbanité, est à l'origine de la moitié de sa production littéraire, soit une vingtaine d'ouvrages. Observant l'insouciante douceur de vivre italienne, ce travailleur acharné se dépouille des lambeaux de positivisme qui ont marqué sa prime éducation scolaire, redécouvrant la science et la pensée vivante sans la falsification scolastique, se dépouillant de l'obsédante superstition économique du progrès ou de la regression ainsi que de la naïve interprétation évolutionniste en toute chose.

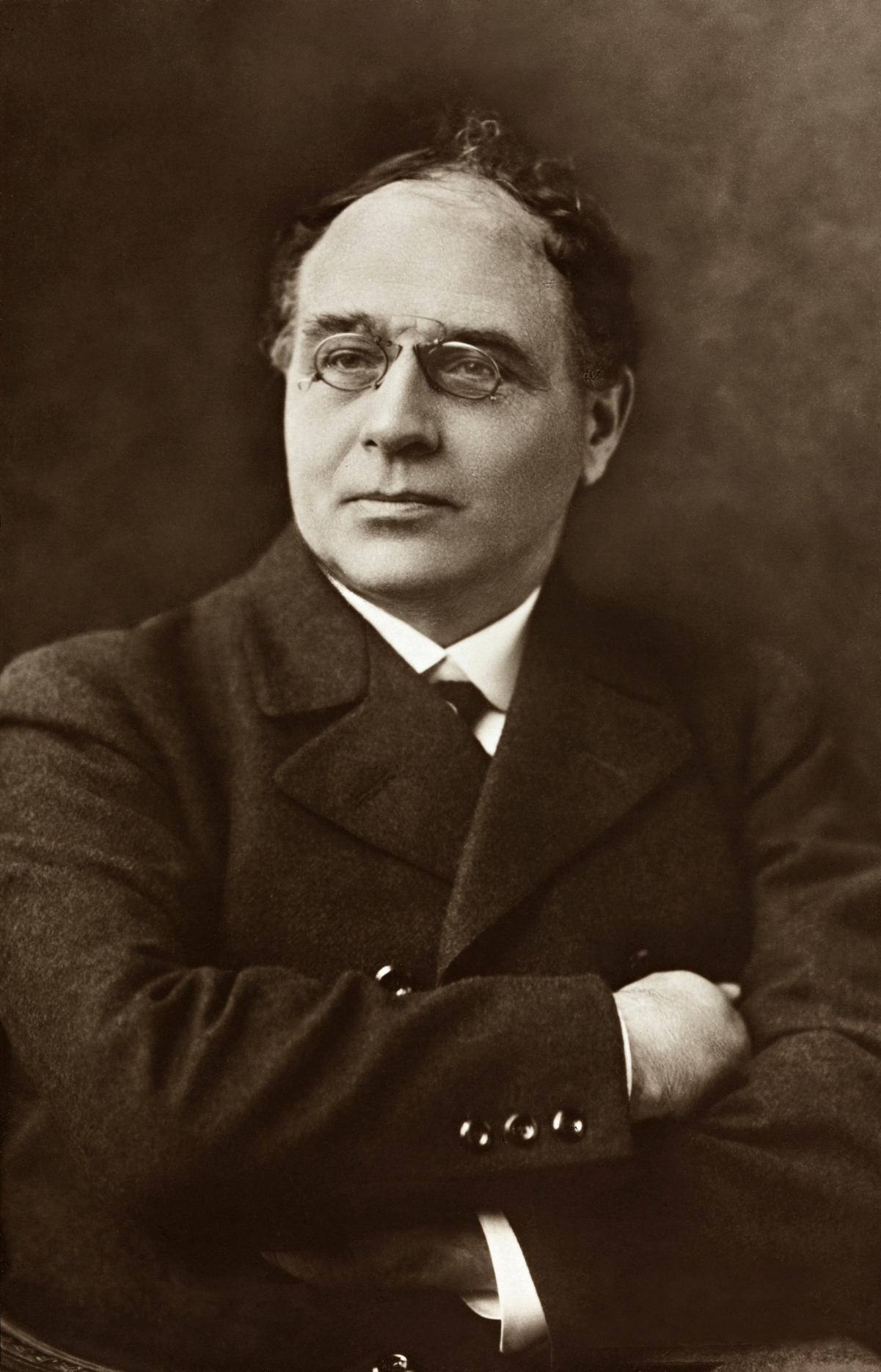
Portrait de Hans Kinck.

Dès 1907, Hans Kinck tout en recherchant de jeunes écrivains prometteurs s'efforce d'exprimer ses idées sur le monde norvégien contemporain avec une inquiétude lyrique. L'écrivain studieux et discret ne peut nullement saisir les rènes du champ littéraire norvégien qui a perdu ses grandes figures de proue européenne et semble passer sous l'hégémonie d'une nébuleuse de groupe norvégien à pouvoir politico-financier, maître de la presse et des maisons d'édition. Discret et studieux, au contraire de Knud Hamsun qui se hasarde à devenir le porte-parole de la jeune génération, il se contente de rester en retrait et fait partager une inquiétude lyrique. Il salue les premiers écrits de Ingeborg Refling-Hagen. Celle-ci, qui voue une profonde admiration à Henrik Wergeland et à lui-même, devient une amie intime à la fin de sa vie et animera un cercle littéraire fidèle à leur mémoire. 
Hans Kinck tend après 1907 à devenir un érudit de l'histoire européenne. Son sentiment de mystique populaire reste vigoureux et l'incite à poursuivre des études folkloriques. De 1916 à 1920, il écrit de nombreux contes qui sont rassemblés dans le recueil Le pilote à la mer. Kinck appartient bien à une génération d'écrivains et de penseurs norvégiens qui ne cesse de se focaliser sur leur pays natal après une exploration plus ou moins courte, plus ou moins profonde du monde, reprenant la démarche des précurseurs Ibsen et Björnson. 
Hans Ernst Kinck a épousé en 1893 Minda Ramm, femme écrivain déjà confirmée de 34 ans. Le couple a eu deux filles, Eli et Jeanette nées respectivement en 1897 et 1900. La disparition de son épouse Minda accable Hans, dont la mobilité et la santé sont depuis longtemps défaillantes : il ne lui survivra pas trois printemps.

## Œuvres principales
Romans
- La Houldre, traduction de Huldren 1892
- Jeunes gens ou Jeune peuple ou encore Les Jeunes, traductions possibles de Ungt folk 1893
- Sus, la plus jeune jeunesse, traduction de Sus 1896.
- La Vipère ou Vipères, traductions possibles de Hugormen, 1898
- Entre les trains, 1897.
- Croquis et descriptions, Saetesdalen, 1898.
- Madame Annie Porse, Fru Anny Porse, 1900
- Docteur Gabriel Jahr, traduction de Doktor Gabriel Jahr, 1902.
- Les Émigrants, traduction de Emigranter 1904.
- Le Pasteur, 1905
- L'Avalanche, L'avalanche est tombée, Le monceau de neige est tombé, La barrière de neige s'effondre ou encore La neige s'effondre, traductions possibles de Sneskavlen Brast, opus en trois volumes, 1918-19.
- Herman Ek, 1923 (par réunion de Sus et Hugormen)
- Les Noces de Skeie, Les Tentations de Nils Brosme... autres romans.

Recueil de nouvelles
- Les ailes de la chauve souris, traduction de Flagermusvinger, 1895
- De la mer aux landes, Fra hav til hei, 1897
- Oiseaux migrateurs et autres, traduction de Trækfugle og andre, 1899
- Nuit de printemps, traduction de Vaarnætter, 1901
- Naar kærlighed dør, 1903.
- Livsaanderne, 1906.
- Masques et hommes, traduction de Masker og mennesker 1909.
- Les amis de l'église, traduction de Kirken brænder, 1917.
- L'âge d'or, traduction de Guldalder, 1920.
- De Fonneland à Svabergsveen, traduction de Fra Fonneland til Svabergsveen, 1921/1922.
- Mot ballade, nouvelle historique, 1926, incorporée dans le recueil suivant :
- Printemps à Mikropolis, traduction de Foraaret i Mikropolis, 1926.
- Torvet i Cirta, 1929.

Poésie
- Hors de mon jardin, Un cycle de chant, Dans le Vestland, écrit en dialecte de Hardanger en 1889.
- État d'âme d'été, idem en 1890.
- Quand meurt l'amour, 1903.
- Les esprits de la vie, 1906.
- Mands hjerte, 1927.

Drames
- Entre les cortèges, traduction de Mellom togene, 1898.
- Agilulf le Sage, traduction de Agilulf den vise 1906.
- Le bouvier ou Le maquignon ou Le marchand de bestiaux ou Le marchand de chevaux, possibles traductions de Driftekaren, 1908-1925.
- Les noces à Gênes ou Mariage à Gênes, deux traductions de Bryllupet i Genua, 1911.
- Chez les Ekre, traduction de Paa Ekre'rnes gaard, 1913.
- Vers le carnaval, traduction de Mot Karneval, 1915
- Les frères d'Elisabeth, traduction de Lisbettas brødre, 1921.
- Du haut de Rindal, traduction de Paa Rindalslægret, 1925.

Pièce historique
Le dernier hôte, traduction de Den sidste Gjoest, 1910.
Contes (fiction de type saksprose avec une dimension d'essai historique)
- Italiens, traduction de Italienere 1904
- L'homme de la Renaissance ou Figures de la Renaissance, traductions possibles de Renæssance-mennesker, 1916.
- Le pilote à la mer ou Le pilote et la mer, traduction de Rormanden overbord, 1920.
- Mange slags kunst, 1921.Journal de voyage sur l'art Spanske Høstdøgn (Journée d'automne en Espagne)
- Renaissance (norvégienne), traduction de Renæssance
- De la Saga au Ballades, traduction de Sagaenes ånd og skikkelser, 1951.
- L'anémone des chaumes, édité chez Stock, Paris, 1950, recueil de contes de Hans Kinck traduit par Jean Lescoffier.

Essais
- Terre antique ou vieille Terre, traductions possibles de Gammel Jord 1907
- Un valet de plume ou un aventurier de la plume, traductions possibles de En Penneknegt 1911.
- La voix de la race, Stammens Rost, 1919.
- L'ère de la grandeur, traduction de Storhetstid, 1922.
- L'Italie et nous, traduction de Italien og vi, 1925.

Récit de voyages
Journée d'automne en Espagne, 1912.

## Citation
« L'individualisme est la source unique où nous puisons avec l'Art, la liberté et toute grandeur vraie »
- Voilà mon pays, je n'en ai pas d'autre,
- le froid et la gelée y mordent mes racines
- Il est plus dur que le granit, mais c'est le mien !
- Chaque racine s'y cramponne éperdument.
- Voyez-le bien ; voyez ce sol ! c'est le plus beau qu'il y ait au monde.

(vers extraits du long monologue, Le maquignon ou Driftekaren, 1908)